# Tambang (Iv Jurai)
Tambang is een bestuurslaag in het regentschap Zuid-Pesisir van de provincie West-Sumatra, Indonesië. Tambang telt 4369 inwoners (volkstelling 2010).